# Nothocrax urumutum
Nothocrax urumutum е вид птица от семейство Cracidae, единствен представител на род Nothocrax.

## Разпространение
Видът е разпространен в Бразилия, Венецуела, Еквадор, Колумбия и Перу.